# Sporophagomyces chrysostomus
Sporophagomyces chrysostomus är en svampart som först beskrevs av Berk. & Broome, och fick sitt nu gällande namn av K. Põldmaa & Samuels 1999. Sporophagomyces chrysostomus ingår i släktet Sporophagomyces och familjen Hypocreaceae.  Artens status i Sverige är: Ej påträffad. Inga underarter finns listade i Catalogue of Life.